# Тома Анрі
Тома Анрі(фр. Thomas Henry, нар. 20 вересня 1994, Аржантей, Франція) — французький футболіст, нападник бельгійського клубу «Стандард» (Льєж).

## Клубна кар'єра
Свою футбольну кар'єру Тома Анрі починав у клубі «Бове». У грудні 2015 року він дебютував у Лізі 1 у складі «Нанта». Та зігравши за команду лише два матчі, у червні 2016 року футболіст підписав контракт з клубом «Шамблі».
Пізніше Анрі один сезон провів у клубі Другого дивізіону Бельгії «Тюбіз», після чого приєднався до «Ауд-Геверле Левен», з яким у 2020 році виграв турнір Другого дивізіону і підвищився у класі до Вищого дивізіону. У сезоні 2020/21 Анрі забив 21 гол у матчах чемпіонату Бельгії і посів друге місце у суперчці бомбардирів. Після чого до нападника виявив зацікавленіть ряд європейських клубів. Серед яких були шотландський «Селтік», французький «Бордо».
Та у серпні футболіст підписав контракт з італійською «Венецією», яка щойно підвищилася до Серії А. Вже за три дні Анрі дебютував у новому клубі. Був серед гравців основного складу команди, яка за результатами сезону, утім, не зберегла місце в елітному дивізіоні.
Однак француз продовжив виступи у найвищому італійському дивізіоні, перейшовши 16 липня 2022 року до «Верони». «Венеція» отримала 5 мільйонів євро та 40% від наступного трансфера футболіста. У перших двох іграх за «Верону» в Серії A відзначався забитими голами.